# Dicranomyia (Nealexandriaria) tecta
Dicranomyia (Nealexandriaria) tecta is een tweevleugelige uit de familie steltmuggen (Limoniidae). De soort komt voor in het Oriëntaals gebied.